# Nika Volek
Nika Volek interpretat de Holly Valance, este un personaj din serialul de televiziune Prison Break difuzat de Fox.